# Narcissus minor
Narcissus minor és una espècie de planta bulbosa que pertany a la família de les amaril·lidàcies (Amaryllidaceae).

## Descripció
Narcissus minor és una herba bulbosa. el seu escap fa entre 4 a 35 cm. Les seves fulles fan entre 2,5 a 25 cm, amb dues quilles més o menys marcades a la cara dorsal. Les flors són grogues i són solitàries, molt poques vegades dues per escap. L'espata fa entre 16 a 39 mm. Els pedicels fan entre 3 a 10 mm. El tub del periant fa entre 4,2 a 17 mm, que s'eixampla gradualment cap a l'àpex, recte, groc; segments de 7 a 14 mm, erecte patents, no tornats. La corona de (8)10 a 14(16) mm, cilíndrica, amb dents obtuses, irregulars, i de secció circular. Les llavors té un petit estrofiol. Les seves flors són hermafrodites.

## Distribució i hàbitat
Narcissus minor està entès als nord i nord-oest de la península Ibèrica, des de la Jacetània i el Pirineu occidental fins a les serres de França i Estrelha, a la part més occidental del Sistema Central. Puntualment apareix a la part francesa del Pirineu occidental.
En el seu hàbitat, creix en pastures petrans, lleixes de penyals, cervunals i pastures humides, piornals i bruguerars més o menys oberts, orles i clarianes de fagedes, rouredes, marolls i alzinars, etc.) i altitudinal, tot i que prefereix els ambients muntanyencs entre 750 i 2.150 m. Quan al substrat, habitualment sol aparèixer sobre calcàries.

## Taxonomia
Narcissus minor va ser descrita per L. i publicat a Sp. Pl. ed. 2: 415, a l'any 1762.
Etimologia
Narcissus nom genèric que fa referència del jove narcisista de la mitologia grega Νάρκισσος (Narkissos) fill del déu riu Cefís i de la nimfa Liríope; que es distingia per la seva bellesa.
El nom deriva de la paraula grega: ναρκὰο, narkào (= narcòtic) i es refereix a l'olor penetrant i embriagant de les flors d'algunes espècies (alguns sostenen que la paraula deriva de la paraula persa نرگس i que es pronuncia Nargis, que indica que aquesta planta és embriagadora).
minor: epítet llatí que significa "la més petita".
Sinonimia
- Narcissus pumilus Salisb., Prodr. Stirp. Chap. Allerton: 220 (1796), nom. superfl.
- Ajax minor (L.) Haw., Suppl. Pl. Succ.: 111 (1819).
- Ajax pumilus Haw., Monogr. Narciss. 1: 3 (1831), nom. superfl.
- Oileus minor (L.) Haw., Monogr. Narciss.: 4 (1831).
- Oileus pumilus Haw., Monogr. Narciss.: 4 (1831), nom. superfl.
- Ajax minor var. erectior Herb., Amaryllidaceae: 299 (1837), not validly publ.
- Ajax minor var. pumilus Haw., Amaryllidaceae: 299 (1837), not validly publ.
- Queltia pumila Herb., Amaryllidaceae: 316 (1837), nom. superfl.
- Ajax pygmaeus M.Roem., Fam. Nat. Syn. Monogr. 4: 201 (1847), nom. superfl.
- Narcissus pseudonarcissus var. minor (L.) Baker, Gard. Chron. 1869: 529 (1869).
- Narcissus pseudonarcissus subsp. minor (L.) Baker, Handb. Amaryll.: 4 (1888).
- Narcissus pseudonarcissus proles minor (L.) Rouy in G.Rouy & J.Foucaud, Fl. France 13: 30 (1912).
- Narcissus pseudonarcissus var. minor (L.) P.Fourn., Quatre Fl. France: 184 (1935).
- Narcissus minor var. pumilus A.Fern., Bol. Soc. Brot., sér. 2, 25: 183 (1951), not validly publ.[4]